# Tomasz Augustyniak
Tomasz Augustyniak (ur. 23 sierpnia 1975 w Poznaniu) – polski piłkarz grający na pozycji obrońcy. Obecnie nie trenuje żadnej drużyny piłkarskiej.

## Kariera
Swoją karierę piłkarską rozpoczynał w Lechu Poznań. Grał tam bardzo długo, aż 9 lat. W roku 2000 postanowił przejść do Widzewa Łódź, w którym występował tylko rok. Rozegrał w barwach tego klubu 9 spotkań. Kolejnym klubem w jego karierze był Aluminium Konin. Następnie trzy lata występował w barwach GKS Bełchatów. W sezonie 2004/2005 grał dla Kujawiaka Włocławek. W kolejnym sezonie występował w Zawiszy Bydgoszcz (2) i Tur Turek. Na ostatnie lata kariery przeszedł do Górnika Zabrze. W 2007 roku zakończył bogatą sportową karierę, lecz na krótko. W rundzie wiosennej sezonu 2007/2008 reprezentował barwy III-ligowej Concordii Piotrków Trybunalski. Z kolei w rundzie jesiennej sezonu 2008/2009 występował w Pelikanie Łowicz.

## Statystyki
| Sezon     | Klub                           | Kraj   | Flaga  | Rozgrywki                     | Mecze | Bramki |
| --------- | ------------------------------ | ------ | ------ | ----------------------------- | ----- | ------ |
| 1990–2000 | Lech Poznań                    | Polska | Polska | I liga polska w piłce nożnej  | 136   | 3      |
| 2000      | Widzew Łódź                    | Polska | Polska | I liga polska w piłce nożnej  | 9     | 0      |
| 2001–2002 | Lech Poznań                    | Polska | Polska | II liga polska w piłce nożnej | ?     | ?      |
| 2002      | Aluminium Konin                | Polska | Polska | II liga polska w piłce nożnej | ?     | ?      |
| 2003–2004 | GKS Bełchatów                  | Polska | Polska | II liga polska w piłce nożnej | ?     | ?      |
| 2005      | Kujawiak Włocławek             | Polska | Polska | II liga polska w piłce nożnej | ?     | ?      |
| 2005      | Zawisza Bydgoszcz (2)          | Polska | Polska | II liga polska w piłce nożnej | ?     | ?      |
| 2006      | Tur Turek                      | Polska | Polska | II liga polska w piłce nożnej | ?     | ?      |
| 2006–2007 | Górnik Zabrze                  | Polska | Polska | I liga polska w piłce nożnej  | 1     | 0      |
| 2008      | Concordia Piotrków Trybunalski | Polska | Polska | II liga polska w piłce nożnej | ?     | ?      |
| 2008      | Pelikan Łowicz                 | Polska | Polska | II liga polska w piłce nożnej | ?     | ?      |